# Košarkaški klub Bosna Royal
Il K.K. Bosna Royal è una società cestistica avente sede nella città di Sarajevo, in Bosnia. Fondata nel 1951, gioca nella Super liga Bosne i Hercegovine.
Disputa le partite interne al Dvorana Mirza Delibašić, che ha una capacità di 6 500 spettatori.

## Palmarès

### Titoli nazionali
- YUBA liga: 3

1977-78, 1979-80, 1982-83
- Campionato bosniaco: 4

1998-1999, 2004-2005, 2005-2006, 2007-2008
- Coppa di Jugoslavia: 2

1977-1978, 1983-1984
- Coppa di Bosnia ed Erzegovina: 4

2004-2005, 2008-2009, 2009-2010, 2023-2024

### Titoli internazionali
- Coppa dei Campioni: 1

1978-79

## Allenatori

### Formazione Campione d'Europa
| N° | Naz.                  | Ruolo | Sportivo            |  | Alt. |  |
| -- | --------------------- | ----- | ------------------- |  | ---- |  |
| 4  | Jugoslavia (bandiera) | A     | Borislav Vučević    |  |      |  |
| 5  | Jugoslavia (bandiera) | C     | Ante Đogić          |  |      |  |
| 6  | Jugoslavia (bandiera) | C     | Predrag Benaček     |  |      |  |
| 7  | Jugoslavia (bandiera) | A     | Boško Bosiočić      |  |      |  |
| 8  | Jugoslavia (bandiera) | A     | Nihad Izić          |  |      |  |
| 9  | Jugoslavia (bandiera) | C     | Ratko Radovanović   |  |      |  |
| 10 | Jugoslavia (bandiera) | C     | Dragan Zrno         |  |      |  |
| 11 | Jugoslavia (bandiera) | AG    | Žarko Varajić       |  |      |  |
| 12 | Jugoslavia (bandiera) | G     | Mirza Delibašić     |  |      |  |
| 12 | Jugoslavia (bandiera) | C     | Sabahudin Bilalović |  |      |  |
| 13 | Jugoslavia (bandiera) | P     | Sabit Hadžić        |  |      |  |
| 15 | Jugoslavia (bandiera) | P     | Svetislav Pešić     |  |      |  |
|    | Jugoslavia (bandiera) |       | Almir Dervišbegović |  |      |  |
|    | Jugoslavia (bandiera) |       | Sulejman Duraković  |  |      |  |
|    | Jugoslavia (bandiera) | All.  | Bogdan Tanjević     |  |      |  |